# Зелински, Индрек
Индрек Зелински (эст. Indrek Zelinski; 13 ноября 1974, Пярну, Эстонская ССР) — эстонский футбольный нападающий, тренер. В прошлом игрок сборной Эстонии.

## Карьера

### В клубах
Зелински играл в футбол на взрослом уровне с 1991 года: сначала Индрек выступал за скромные клубы низших дивизионов Эстонии из родного Пярну («Калью», КЕК и «Калев»), но с сезона 1993/94 он стал игроком «Флоры», с которой сразу же стал чемпионом страны. Всего, выступая за «Флору» вплоть до лета 2001 года, Зелински четырежды становился чемпионом Эстонии и дважды первенствовал Кубке. За этот период Индрек также успел побывать в аренде в эстонских клубах «Лелле», «Тервис» и «Курессааре», а сезон 2000 года провёл в финском «Лахти» вместе с соотечественником Марко Кристалом.
Летом 2001 года Зелински был продан в датский «Ольборг», что принесло «Флоре» около 15 миллионов эстонских крон. Здесь Зелински на протяжении двух сезонов также выступал в паре со своим соотечественником — нападающим Андресом Опером, а по итогам 2001 года был признан лучшим футболистом Эстонии. В 2003 году он был отправлен в аренду в шведскую «Ландскруну», а затем в датский «Фрем».
С сезона 2005 года Зелински выступал за «Левадию» — последний профессиональный клуб в его карьере, с которым он выиграл ещё четыре титула чемпиона Эстонии и два Кубка страны. В 2010—2012 годах Индрек выступал в низших лигах Эстонии за «Ээсти Коондис» — ветеранскую сборную страны, ныне играет за клуб «Ретро».

### В сборной
В составе сборной Эстонии Зелински дебютировал 7 мая 1994 года в товарищеском матче против США. 13 ноября 1996 года, в свой день рождения, Индрек забил свой первый гол за сборную, поразив в товарищеской игре ворота Андорры, а уже 16 ноября он оформил хет-трик в товарищеской встрече с Индонезией.
Наиболее памятным считается гол, который Зелински забил 2 июня 2001 года в отборочном матче к чемпионату мира 2002 года против Нидерландов, тем самым выведя свою команду вперёд на 76-й минуте (2:1), однако в итоге победили голландцы (2:4).
В 2005 году Индрек объявил о завершении своей карьеры в сборной, однако в августе 2007 года главный тренер эстонцев Вигго Йенсен вызвал его на отборочный матч к Евро 2008 против Андорры, где удар Зелински на второй добавленной минуте оказался решающим (2:1). Празднуя гол, Зелински снял с себя футболку, желая ещё больше завести болельщиков, за что получил вторую для себя жёлтую карточку в матче и был удалён.
21 мая 2010 года состоялся прощальный матч Зелински в составе сборной: он вывел команду в качестве капитана на товарищескую игру со сборной Финляндии и был заменён на 17-й минуте. Всего в 103 играх за сборную Индрек отличился 27 раз, он является вторым бомбардиром в истории команды после Андреса Опера с 38 голами.

### На руководящих должностях
В декабре 2009 года Индрек Зелински занял пост руководителя проектов финансового отдела Эстонского футбольного союза. 1 марта 2011 года он возглавил юношескую команду «Левадии», с сезона 2012 года являлся помощником главного тренера первой команды клуба Марко Кристала. В ноябре 2017 года возглавил клуб «Вапрус» (Пярну).
Имеет тренерскую лицензию УЕФА категории A.

## Достижения
Флора
- Чемпионат Эстонии: 1993/94, 1994/95, 1997/98, 1998
- Кубок Эстонии: 1994/95, 1997/98
- Суперкубок Эстонии: 1998, 1999

Левадия
- Чемпионат Эстонии: 2006, 2007, 2008, 2009
- Кубок Эстонии: 2004/05, 2006/07
- Суперкубок Эстонии:
  - Финалист: 2005, 2007, 2008, 2009

Сборная Эстонии:
- Кубок Балтии:
  - Второе место: 1996
  - Третье место: 1995, 1997, 1998, 2001

### Личные
- Футболист года в Эстонии: 2001
- Серебряный мяч (приз за лучший гол года сборной Эстонии): 2000, 2003, 2007